# Du Friedefürst, Herr Jesu Christ
Du Friedefürst, Herr Jesu Christ (Toi, Seigneur Jésus-Christ, prince de la paix) (BWV 116) est une cantate religieuse de Johann Sebastian Bach composée à Leipzig en 1724.

## Histoire et livret
Bach écrivit cette cantate à l'occasion du vingt-cinquième dimanche après la Trinité dans le cadre de son deuxième cycle annuel de cantates. Pour cette destination liturgique, une autre cantate a franchi le seuil de la postérité : la BWV 90. Il la dirigea le 26 novembre 1724, qui était le dernier dimanche de l'année liturgique cette année-là.
Les lectures prescrites pour ce dimanche étaient 1 Thessaloniciens 4:13–18 et Mat. 24:15–28. Le texte de la cantate dont l'auteur est inconnu est basé exclusivement sur le choral homonyme « Du Friedefürst, Herr Jesu Christ » en sept strophes de Jakob Ebert (1601). Les premier et sixième mouvements de la cantate reprennent les première et sixième strophes verbatim, les deuxième et quatrième strophes ont été modifiées pour les deuxième et quatrième mouvements et les cinquième et sixième strophes ont été réécrites pour le cinquième mouvement. D'une façon générale, le choral se rapporte à l'Évangile.

## Structure et instrumentation
La cantate est écrite pour deux hautbois d'amour, deux violons, alto et basse continue, cor, quatre solistes vocaux (soprano, alto, ténor, basse) et chœur à quatre voix.
Il y a six mouvements :
1. chœur : "Du Friedefürst, Herr Jesu Christ
2. aria : "Ach, unaussprechlich ist die Not", alto
3. récitatif : "Gedenke doch, o Jesu"  ténor
4. trio : "Ach, wir bekennen unsre Schuld,"  soprano, ténor et basse
5. récitatif : "Ach, laß uns durch die scharfen Ruten», alto
6. chœur : "Erleucht auch unser Sinn und Herz

## Musique
Le chœur d'ouverture est une fantaisie chorale, la soprano chantant le cantus firmus et un cor jouant la melodie tout du long. Cette fantaisie est insérée dans un concerto orchestral avec des ritournelles et des interludes dominés par le solo du violon concertant. Le traitement des voix basses diffère au sein du mouvement. Pour les premier, deuxième et septième vers, elles sont organisées en blocs d'accords homophoniques, dans les troisième et quatrième, elles chantent en vives imitations tandis que leur mouvements plus rapides contrastent avec la mélodie pour les cinquième et sixième vers.
L'aria de l'alto est accompagnée par un hautbois d'amour à l'égal de la voix qui exprime la terreur de l'âme à la perspective du jugement. Le récitatif suivant commence secco, mais l'idée « Gedenke doch, ô Jesu, daß du noch ein Fürst des Friedens heißest! » (considère pourtant, ô Jésus, qu'on t'appelle toujours un Prince de paix!), proche du thème de la cantate, est accompagnée par le continuo d'une citation de la mélodie du choral.
Trois voix chantent un trio, ce qui est rare dans les cantates de Bach, illustrant le « wir » (nous) du texte : Ach, wir bekennen unsre Schuld (ah, nous reconnaissons notre culpabilité), se confessant et se demandant pardon respectivement,. Seul le continuo les accompagne. Le récitatif qui suit est une prière pour une paix durable, accompagnée par les cordes et se terminant en arioso.
Le choral final est arrangé en quatre parties pour le chœur, le cor, les hautbois et les cordes.

## Source
- (en) Cet article est partiellement ou en totalité issu de l’article de Wikipédia en anglais intitulé « Du Friedefürst, Herr Jesu Christ, BWV 116 » (voir la liste des auteurs).